# Nu skool breaks
Nu skool breaks (často zkracováno na nuskool nebo breaks) je termín používaný k označení podžánru breakbeatu. Nu skool breaks se obvykle vyznačuje temnějšími a těžšími basovými linkami, které jsou obvykle dominantní v celé skladbě. Tempo skladeb sw pohybuje okolo 125 až 140 BPM.

## Interpreti
Uznávaní nu skool breaks interpreti včetně Tippera a jeho vydavatelství Fuel Records jsou Ils, Plump DJs, NAPT, Überzone, Freq Nasty, Stanton Warriors, Aquasky a Hybrid. Mnoho hudby skupiny The Prodigy, hlavně jejich novější práce, mohou být klasifikovány jako Nu skool breaks.
Na britské scéně v současnosti dominuje Stanton Warriors, Plump DJs a NAPT. Mezi severoamerické interprety patří Pillform, Funk Lab, Keith Mackenzie, Cereal Killaz a Überzone. Austrálie má také rastoucí scénu s nu skool breakovými interprety jako Kid Kenobi a Dopamine.